# 輪島直幸
輪嶋 直幸（わじま なおゆき、1949年8月2日 - ）は、日本の体操指導者。武蔵野学院大学名誉教授。おかあさんといっしょ（就任当初はうたのえほん）6代目たいそうのおにいさん（後に総合司会に転向）、NHKラジオ体操・テレビ体操の指導者でもある。

## 人物・来歴
北海道磯谷郡蘭越町出身。1972年、日本体育大学体育学部体育学科卒業。同大学在学中の1971年4月に番組に登場し、6代目たいそうのおにいさんに就任。体操は1974年3月までは「ジャンポンポン」、1974年4月から退任まで「地球をどんどん」を担当。7年間たいそうのおにいさんを務め、1978年3月をもってたいそうのおにいさんを退任したが、同年4月から番組には総合MCのポジションに移って引き続き1981年3月まで出演。「ハイ・ポーズ」のルーツにもなる親子体操「親子たいそう」や当時のエンディング「ブンブンホイ」などに出演していた。当時の歌のコーナーやレコードでは宮内良（4代目うたのおにいさん）・奈々瀬ひとみ（13代目うたのおねえさん）・8代瀬戸口清文らと共に「大きなかぶ」などを歌っていた。1981年3月に宮内・奈々瀬と共に番組を卒業した。番組卒業後は数々の番組（特に幼児番組）の体操指導や「あ・い・うー」の監修、NHKラジオ体操・テレビ体操の指導者を1985年春から2000年秋まで歴任後、武蔵野学院大学教授を務め、現在は武蔵野学院大学名誉教授。

## 出演
- おかあさんといっしょ
- クイズ百点満点
  - 大塚範一 - クイズ百点満点放送当時NHKアナウンサー
  - 田畑彦右衛門 - クイズ百点満点放送当時NHK解説委員
- ラジオ体操
- テレビ体操

他